# Triosteum perfoliatum
Triosteum perfoliatum är en kaprifolväxtart som beskrevs av Carl von Linné. Triosteum perfoliatum ingår i släktet feberrötter, och familjen kaprifolväxter. Inga underarter finns listade i Catalogue of Life.

## Bildgalleri

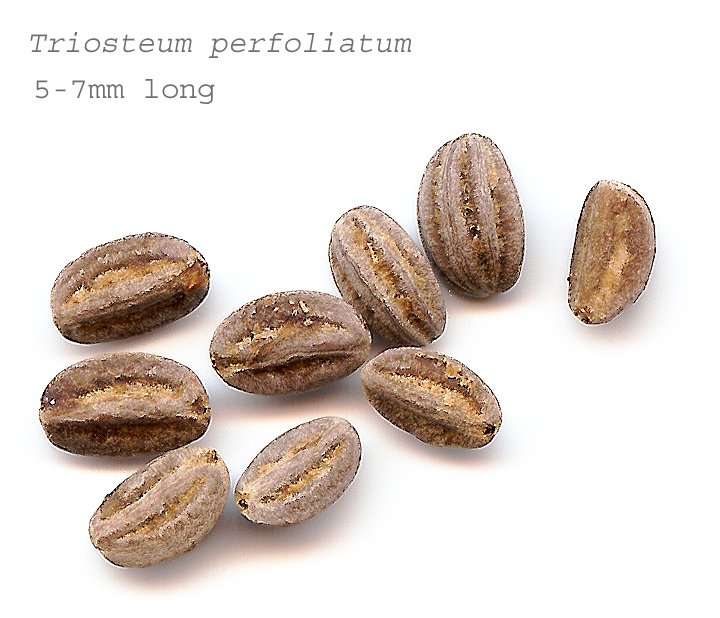
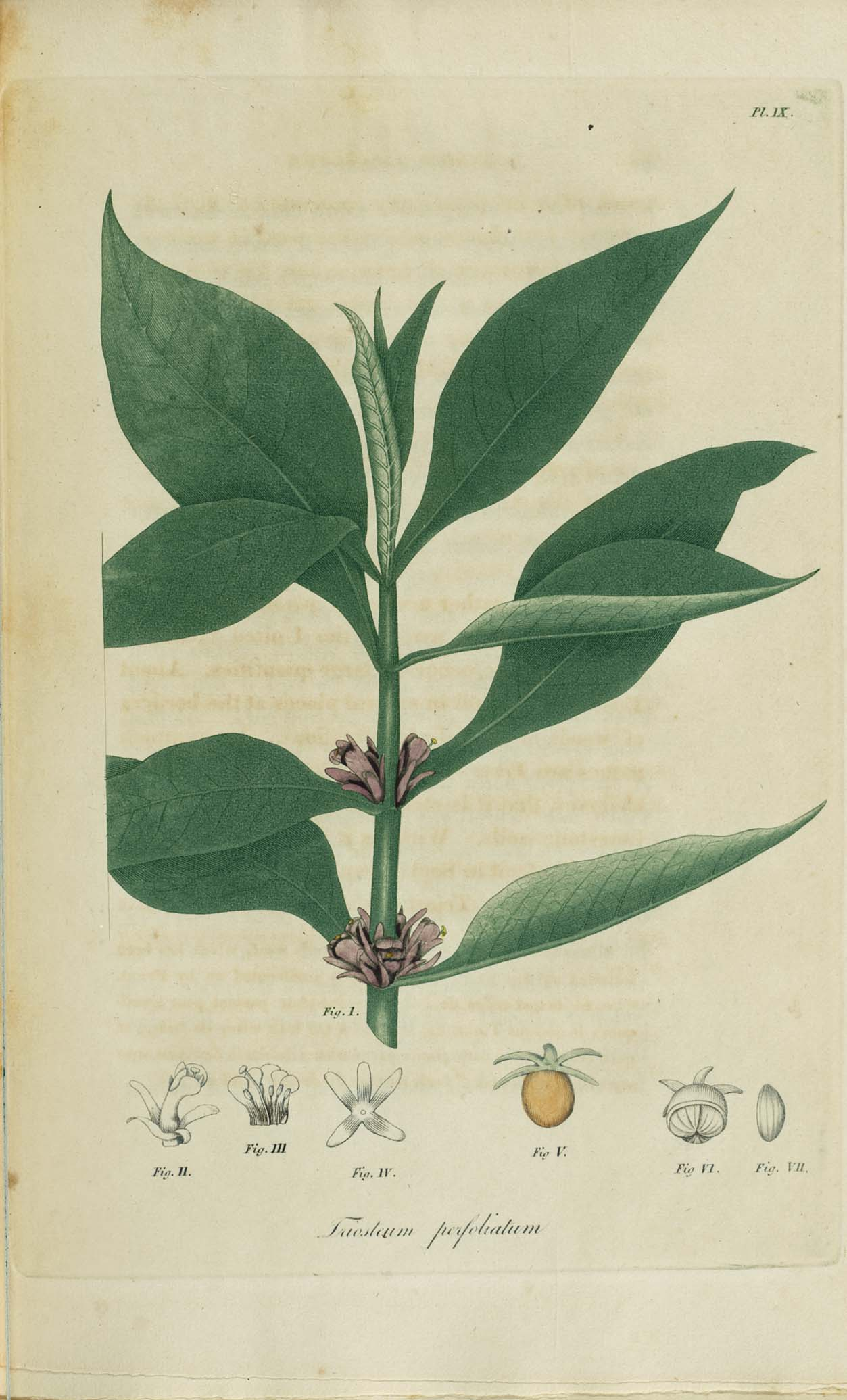
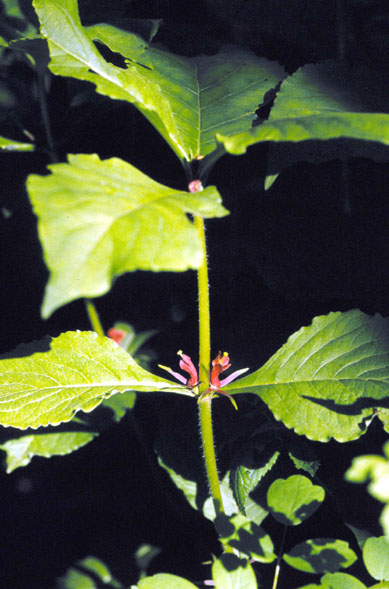